# Edward Zielonka
Edward Zielonka (ur. 28 października 1947 we Wrocławiu, zm. 16 sierpnia 2011 we Wrocławiu) – profesor sztuki o specjalności architektura wnętrz, tytuł profesorski otrzymał 30 czerwca 2003.
W latach 2005–2011 był dziekanem Wydziału Architektury Wnętrz i Wzornictwa Akademii Sztuk Pięknych we Wrocławiu.